# Bruno Spengler
Pour les articles homonymes, voir Spengler.
Bruno Spengler, né le 23 août 1983 à Schiltigheim en France, est un pilote automobile canadien. Il évolue en Deutsche Tourenwagen Masters, championnat de voitures de tourisme allemand, depuis 2005. Il remporte quatorze courses durant sa carrière dans le championnat, et est sacré champion de l'édition 2012.

## Biographie
Né au C.M.C.O. à Schiltigheim en banlieue de Strasbourg en France, d'un père canadien et d'une mère française, Bruno Spengler part au Canada à l'âge de trois ans, mais commence le sport automobile par le karting en 1995, au karting Club de Biesheim (68) en France. Dès sa première saison, il remporte le championnat d'Alsace dans la catégorie Minime avant de s'imposer l'année suivante dans la catégorie Cadet. Il gagne également la coupe de karting de Montréal. En 2000, il boucle sa carrière de pilote de karting en remportant un titre de Champion de France Élite FA et en terminant 7e de la Coupe du monde.
Il passe au sport automobile en 2001, dans le championnat de France de Formule Renault. Avec une victoire, une pôle et la 5e place du classement général, il est sacré meilleur débutant. Il participe en parallèle à l'Eurocup Formula Renault 2.0, et se classe 9e avec une victoire. En 2002, Spengler reste en Formule Renault, mais cette fois dans le championnat d'Allemagne, qu'il termine 2e derrière Christian Klien. Il remporte également le championnat d'Amérique du Nord de la spécialité.
Repéré par Mercedes, Spengler passe en 2003 dans le championnat de Formule 3 Euro Series, grâce au soutien de la firme à l'étoile qui le place chez ASM. Mais à la suite d'un grave accident (vertèbre cassée) survenu lors d'essais hivernaux, sa première saison chez ASM est en grande partie gâchée puisqu'il est contraint de faire l'impasse sur les trois premières manches du championnat. Avec trois podiums, il termine tout de même 10e du championnat. Spengler entend bien prendre sa revanche sur le sort lors de la saison 2004 (qu'il dispute au sein de l'écurie Mücke Motorsport), mais faute d'un matériel compétitif, son championnat vire rapidement au chemin de croix et il ne se classe que 11e.

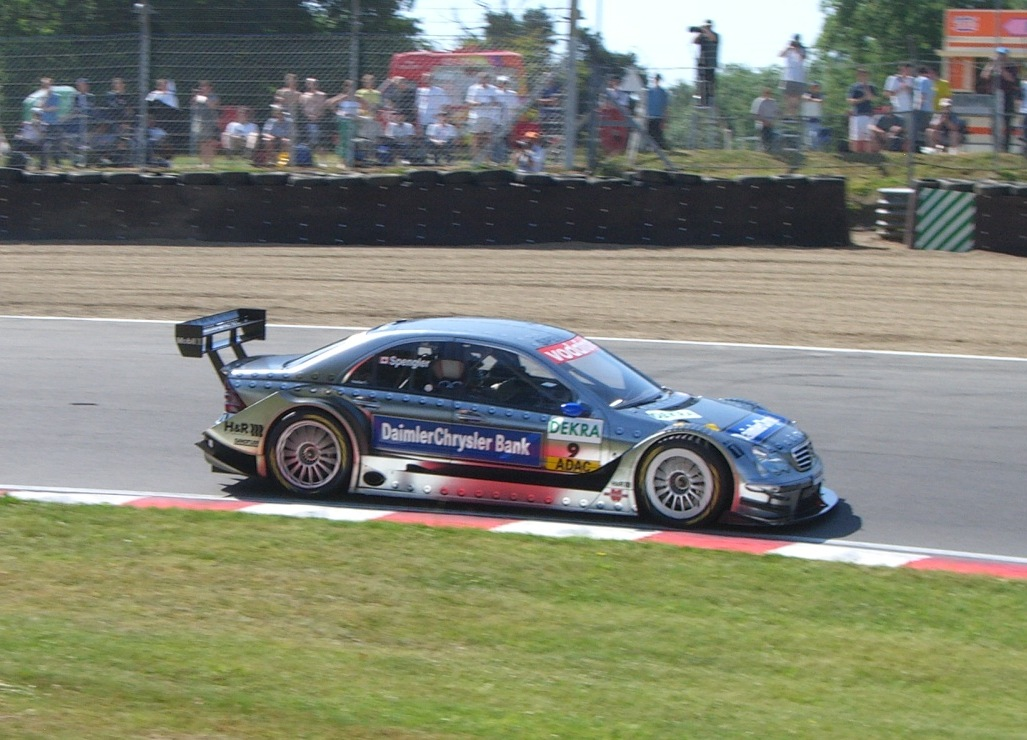
Spengler en 2006 à Brands Hatch.

Toujours grâce à ses liens avec Mercedes, Spengler parvient à obtenir pour la saison 2005 une place en DTM dans le Team Persson, au volant d'une Mercedes Classe C de l'année précédente. Il ne termine que 16e du championnat, mais compte tenu de son handicap de matériel, ses performances (notamment en qualifications puisqu'il décroche une pole position et se hisse à cinq reprises dans les 10 premiers) sont loin de passer inaperçues, ce qui incite les dirigeants de Mercedes à lui offrir pour 2006 une place dans l'écurie HWA, championne en titre avec Gary Paffett. Spengler se montre rapidement à la hauteur des espoirs placés en lui et avec 4 victoires (ce qui fait de lui le pilote le plus victorieux de la saison), termine vice-champion, derrière Bernd Schneider et devant Tom Kristensen.
Toujours chez HWA en 2007, il ne gagne qu'une seule épreuve, au Norisring, mais sa grande régularité lui permet de terminer vice-champion pour la deuxième année consécutive, cette fois derrière Mattias Ekström.
Pour la saison 2012, Spengler quitte Mercedes pour BMW Team Schnitzer, accompagnant ainsi le retour du constructeur bavarois en DTM. Une saison compétitive lui permet de se présenter à la dernière course de la saison, disputée à Hockenheim, avec trois victoires et seulement trois points de retard sur le meneur au classement, Gary Paffett sur Mercedes. Spengler s'empara de la tête rapidement et maintiendra Paffett à distance pour filer vers la victoire, sa quatrième en 2012. Spengler termine avec quatre points d'avance sur Paffett, remportant ainsi le Championnat DTM des pilotes et contribuant aux victoires de BMW Team Schnitzer au Championnat DTM des équipes et de BMW au Championnat DTM des constructeurs,.

## Résultats en compétition automobile
- 2001 : 
  - Championnat de France de Formule Renault, 5e (une victoire)
  - Eurocup Formula Renault 2.0, 9e (une victoire)
- 2002 : 
  - Championnat d'Amérique du Nord de Formule 2000, Champion (six victoires)
  - Formule Renault 2.0 Allemagne, vice-champion (trois victoires)
  - Eurocup Formula Renault 2.0, 8e
- 2003 : 
  - Formule 3 Euro Series, 10e
  - Masters de Formule 3, 27e
- 2004 : 
  - Formule 3 Euro Series, 11e
  - Masters de Formule 3, 30e

- 2005 : 

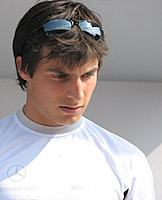
Bruno Spengler, en 2006, au Nürburgring, lieu de son premier coup du chapeau.

  - Deutsche Tourenwagen Masters, 15e
- 2006 : 
  - Deutsche Tourenwagen Masters, vice-champion (quatre victoires)
- 2007 : 
  - Deutsche Tourenwagen Masters, vice-champion (une victoire)
- 2008 : 
  - Deutsche Tourenwagen Masters, 5e
- 2009 : 
  - Deutsche Tourenwagen Masters, 4e
- 2010 : 
  - Deutsche Tourenwagen Masters, 3e (deux victoires)
- 2011 : 
  - Deutsche Tourenwagen Masters, 3e (deux victoires)
- 2012 : 
  - Deutsche Tourenwagen Masters, Champion (quatre victoires)
- 2013 : 
  - Deutsche Tourenwagen Masters, 3e (une victoire)
- 2014 : 
  - Deutsche Tourenwagen Masters, 11e
- 2015 : 
  - Deutsche Tourenwagen Masters, 5e
  - Blancpain Endurance Series, 25e
  - United SportsCar Championship, 20e
- 2016 : 
  - Deutsche Tourenwagen Masters, 15e
  - International Motor Sports Association, 18e
- 2017 : 
  - Deutsche Tourenwagen Masters, 13e
  - International Motor Sports Association, 26e
- 2018 : 
  - Deutsche Tourenwagen Masters, 12e
  - Campionato Italiano Gran Turismo Endurance, 25e
- 2019 : 
  - Deutsche Tourenwagen Masters, 9e
- 2020 : 
  - International Motor Sports Association, 4e
  - 24 Heures de Daytona 2020, 5e
- 2021 : 
  - International Motor Sports Association, 4e
  - 24 Heures de Daytona 2020, 5e
- 2021 : 
  - Campionato Italiano Gran Turismo Endurance, 12e
  - International Motor Sports Association, 7e
- 2022 : 
  - ETCR,  7e
- 2023
  - Campionato Italiano Gran Turismo Sprint, 1e
  - Super GT, 4e
  - Le Mans Vitual 3e

### Résultats en DTM
| Saison | Écurie                      | Voiture                  | Courses | Victoires | Pole positions | Podiums | Meilleurs tours | Points inscrits | Classement |
| ------ | --------------------------- | ------------------------ | ------- | --------- | -------------- | ------- | --------------- | --------------- | ---------- |
| 2005   | Mercedes Persson Motorsport | AMG-Mercedes C-Klasse 05 | 11      | 0         | 0              | 0       | 0               | 5               | 15e        |
| 2006   | Mercedes HWA AG             | AMG-Mercedes C-Klasse 06 | 10      | 4         | 2              | 5       | 4               | 63              | 2e         |
| 2007   | Mercedes HWA AG             | Mercedes C-Class 07      | 10      | 1         | 3              | 4       | 3               | 47              | 2e         |
| 2008   | Mercedes HWA AG             | Mercedes C-Class 08      | 11      | 0         | 1              | 2       | 1               | 38              | 5e         |
| 2009   | Mercedes HWA AG             | Mercedes C-Class 09      | 10      | 0         | 1              | 3       | 0               | 41              | 4e         |
| 2010   | Mercedes HWA AG             | Mercedes C-Class 08      | 11      | 2         | 0              | 8       | 12              | 66              | 3e         |
| 2011   | Mercedes HWA AG             | Mercedes C-Class 09      | 10      | 2         | 4              | 5       | 2               | 51              | 3e         |
| 2012   | BMW Team Schnitzer          | BMW M3 DTM               | 10      | 4         | 3              | 6       | 2               | 149             | Champion   |
| 2013   | BMW Team Schnitzer          | BMW M3 DTM               | 10      | 1         | 2              | 3       | 0               | 82              | 3e         |
| 2014   | BMW Team Schnitzer          | BMW M4 DTM               | 10      | 0         | 0              | 2       | 0               | 42              | 11e        |
| 2015   | BMW Team Schnitzer          | BMW M4 DTM               | 16      | 0         | 1              | 6       | 0               | 119             | 5e         |

## Filmographie
No Limits - Impossible Is Just A Word (2016)